# Ганчуков Олександр Костянтинович
Олександр Костянтинович Ганчуков (нар. 17 червня 1949, місто Біла Церква Київської області) — український діяч, пенсіонер. Народний депутат України 7-го скликання (у 2014 році).

## Біографія
Освіта вища.
Член КПУ. Пенсіонер. Проживав у місті Біла Церква Київської області.
Народний депутат України 7-го скликання з .05. до .11.2014 від КПУ № 34 в списку. Член фракції КПУ. Член Комітету Верховної Ради України з питань боротьби з організованою злочинністю і корупцією (з .05.2014).
1-й секретар Володарської районної організації КПУ Київської області.